# アフォンソ1世 (コンゴ王)
ンジンガ・ムベンバ（Nzinga Mvemba、1460年? - 1543年/45年）は、コンゴ王国の国王（マニ・コンゴ、在位：1506年 - 1543年/45年）。一般には洗礼名であるアフォンソ1世（Alfons I）の名前で知られる。
アフォンソ1世は、即位前にキリスト教に改宗し、即位後はポルトガル王国から西欧の技術と統治制度を導入した。自らポルトガル語を学習し、首都ンバンザ＝コンゴをポルトガル風のサン・サルバドルに改称した。当時のキリスト教の宣教師は、ポルトガル王に送った書簡の中で、アフォンソの篤実な信仰心を称賛した。
しかし、財源を確保するためにコンゴから多くの奴隷が輸出され、サントメ島を根拠とする奴隷商人はポルトガル王国でさえ統制できなかった。彼の治世に、対等な関係で始まった異なる文化に属する二つの国の関係は終焉を迎える。
彼の死後もコンゴ王国はカトリック国家として存続し、アフォンソの直系子孫であることが王位継承の条件とされていた。コンゴにおいてアフォンソ1世の名前は長く記憶され、19世紀末のポルトガル人宣教師は「コンゴ人は3人の王の名前を知っている。現在の王と先代の王とアフォンソ1世の名前である。」と報告した。

## 生涯

### 即位前
1460年ごろにコンゴ王ンジンガ・ンクウ（洗礼名=ジョアン1世）の子として生まれる。
1482年にポルトガルの航海者ディオゴ・カンがコンゴ王国に到達したことをきっかけに、コンゴ王国とポルトガル王国の間に交流が始まる。両国の出会いは友好的なものであり、そこには対等の関係が生まれた。

アフォンソ1世の紋章

1491年にンジンガ・ンクウは洗礼を受けてジョアン1世を名乗り、キリスト教に改宗した。ンジンガ・ンクウの改宗に伴い、彼の子の一人であるンジンガ・ムベンバはアフォンソと名付けられる。ジョアン1世の改宗に対して国内では反乱が勃発したが、ポルトガルからもたらされた銃火器によって反乱は鎮圧された。しかし、反キリスト教・反ポルトガル勢力はなおもコンゴ内に残っていた。
1506年に父ジョアン1世が没する。アフォンソ1世は反キリスト教である異母兄弟のムバンズを破り、マニ・コンゴに即位する。しかし、キリスト教の権威を全面に押し出すアフォンソ1世と、キリスト教を拒絶した（あるいはアフォンソによって排除された）集団の対立は王国に根強く残り、王権基盤の弱体化の一因となった。アフォンソの時代の宗教的な対立の一例として、先代のジョアン1世の時代まで、コンゴ王は公衆の前で食事を摂ることが慣習で禁じられていたが、キリスト教に改宗したアフォンソがこの慣習を廃止したために起きた宗教的紛争が挙げられる。

### 奴隷交易
即位後、アフォンソ1世はジョアン1世の時代に中断されていたコンゴのキリスト教化を再開し、ポルトガルとの関係の回復に努める。しかし、インド航路を経由してのアジアへの進出、ブラジルの発見によって、すでにポルトガルのコンゴへの関心は薄れていた。
ポルトガルからコンゴに宣教師、教師、石工、大工、軍事顧問などが派遣され、その代償として、コンゴは奴隷、銅、象牙をポルトガルに輸出した。しかし、コンゴに派遣されたポルトガル人の多くは自分の職務よりも、貿易、特に奴隷貿易に強い関心を持ち、サントメ島に拠点を置くポルトガルの商館も二国の外交に干渉した。サントメ島ではアメリカ大陸から導入されたサトウキビの生産のために多くの労働力を必要としており、多くのコンゴ人が誘拐されて奴隷として使役されていた。アフォンソはリスボンの宮廷にサントメ島の領主の暴虐を訴えたが、有効な対応はなされなかった。
1512年にアフォンソはポルトガル王室にコンゴ内のポルトガル人の抑制を求める。ポルトガル王マヌエル1世は、王室によるコンゴとの貿易の独占を宣言し、コンゴに自国民を統制する監督官を派遣した。また、ポルトガルの司法制度、封建的位階制、宮廷儀礼の導入をアフォンソに提案した。
しかし、監督官として派遣された貴族シマン・ダ・シルヴァは途上で没し、アフォンソは表面的にはマヌエル1世の提案をすべて受け入れたものの、どの程度の政策が実現に至ったのかは不明である。マヌエルが実施した政策は効果が現れず、コンゴのポルトガル植民地は王室派とサントメ島の商館を支持する派閥に別れ、後者が優位に立っていた。また、アフォンソはポルトガル人が家臣の反乱に協力することを防ぐために、彼らに友好的な態度を取らなければならなかった。
アフォンソ自身も奴隷貿易に携わっており、原則的に奴隷貿易には賛成していたが、王国の貴族をも誘拐する奴隷商人の行為には強い不快感を示していた。コンゴから輸出される奴隷を乗せた船舶はサントメ島を経由することが通例になっていたが、サントメ島の領主は寄港した船に積まれた奴隷のいくらかを獲得する権利を持っており、アフォンソがリスボンに送った奴隷の半分がサントメ島の領主に奪われることがままあった。1517年にはサントメ島を介さずに直接ポルトガルと交渉するため、ポルトガルに造船技術か船舶自体の提供を求めたが、海運の独占を意図するマヌエル1世は要請を拒絶した。
奴隷商人の跋扈、彼らによる王権の弱体化を食い止めるため、1526年にアフォンソは奴隷貿易の規制を宣言する。しかし、名目上はアフォンソに従属していた沿岸部の領主やサントメ島の商人にとって奴隷貿易は魅力的なものであったため、アフォンソの宣言は効力を持たなかった。

### アフォンソ1世とキリスト教
1513年、アフォンソはマヌエル1世の勧めにより、ローマ教皇に帰順する。
また、マヌエル1世の助言に従い、アフォンソは息子のドン・エンリケを団長とする使節団をヨーロッパに派遣し、エンリケにキリスト教理を学ばせた。象牙、毛皮、ラフィアの織物と320人の奴隷を携えた使節団は、リスボンに到着した。一行はリスボンで奴隷たちを降ろした後、陸路でイタリアに向かい、1513年にローマに到着する。1520年に帰国したエンリケは王国の首都ンバンザ＝コンゴで司教を務めたが、帰国して間もなく没したため王権によるキリスト教の制御は未達成に終わる。
1516年にアフォンソは20人のコンゴ人の若者たちをエンリケと同様にヨーロッパに留学させたが、それらの若者の半分は道中でサントメ島の奴隷とされた。それでもなお、アフォンソは甥と孫に教育を施すため、1539年に彼らをヨーロッパに派遣した。
ポルトガル王室から奴隷貿易の規制が行われないことを憂慮したアフォンソは、ローマ教皇パウルス3世にも助けを求めた。1529年と1539年の2度にわたりローマに使節を送ったが、無駄骨に終わる。1535年には教皇からコンゴへの援助と指示を約束する返答を受け取ったが、教皇の手紙はやはり効力を持たなかった。
アフォンソの在位中にコンゴにおけるポルトガルの宣教・教育活動は衰退し、宣教師の数は10人を超えることは無く、全員が王宮に居住していた。アフォンソはポルトガル人が及ぼす悪影響に耐えかね、宣教師と教師を除く全てのヨーロッパ人の追放を命じる。しかし、この命令を撤回せざるを得なくなり、外国人が行う商取引を監察する委員会を設置することで妥協した。

### 晩年
1540年の復活祭の日、8人のポルトガル人が教会でアフォンソの暗殺を企てる事件が起きる。
アフォンソの没後にポルトガル人はアフォンソに敵対する勢力を支持し、ペドロ1世の短い治世を経て、アフォンソの孫ディオゴ1世が即位した。